# Dieter Reiter
Dieter Reiter (Rain, 19 maggio 1958) è un politico tedesco membro del Partito Socialdemocratico di Germania e sindaco di Monaco di Baviera dal 1º maggio 2014.

## Carriera politica
Alle elezioni 30 marzo 2014 fu votato dal 56,7% degli elettori per la carica di sindaco di Monaco di Baviera, andando a succedere il precedente sindaco Christian Ude, in carica dal 1993.

## Vita privata
Reiter è sposato con Petra Reiter dal 2003 ed è padre di un figlio dal suo primo matrimonio. Petra Reiter ha portato nel nuovo matrimonio due figli. Nel novembre 2018, come cantante e chitarrista per hobby, Reiter e la Paul Daly Band hanno pubblicato un CD di beneficenza con canti natalizi a beneficio della Fondazione dell'ospedale pediatrico di Monaco-Schwabing.